# Gran-slægten
Gran-slægten (Picea) er en slægt af stedsegrønne nåletræer. Det er høje træer med grene i regelmæssige kranse, der bærer hængende kogler, som falder af samlet, når de er modne. Nålene på slægtens arter er stikkende, firkantede i tværsnit og fæstet på tapformede forhøjninger. Det er i Gran-slægten vi finder de mest kendte nåletræer, nemlig de klassiske "grantræer" - herunder en af de to arter der er mest almindelige som juletræer i Danmark: Rødgran (det andet er nordmannsgran som hører til ædelgran-slægten), men til trods for at flere arter er almindelige både i skovbruget og som havetræer er der ingen arter fra Gran-slægten der er naturligt hjemmehørende i Danmark.
| Beskrevne arter |

- Blågran (Picea pungens)
- Hvidgran (Picea glauca)
- Jessogran (Picea jezoensis)
- Orientalsk gran (Picea orientalis)
- Rødgran (Picea abies)
- Sitkagran (Picea sitchensis)
- Søjlegran (Picea omorika)
- Sortgran (Picea mariana)
- Sørgegran (Picea breweriana)

| Andre arter |

| - Picea alcoquiana - Picea asperata - Picea brachytyla - Picea chihuahuana - Picea crassifolia - Picea engelmannii - Picea glehnii - Picea koraiensis - Picea koyamae - Picea laxa - Picea likiangensis - Picea martinezii - Picea maximowiczii | - Picea meyeri - Picea montigena - Picea morrisonicola - Picea neoveitchii - Picea obovata - Picea polita - Picea purpurea - Picea rubens - Picea schrenkiana - Picea smithiana - Picea spinulosa - Picea wilsonii |

## Anvendelse
Nogle arter i gran-slægten har uhyre stor økonomisk betydning. De dyrkes for tømmer på store arealer overalt på den nordlige halvkugle og giver tømmer i både små og store dimensioner, samt rafter og brænde. Alle arter af Gran er modtagelige for svampen Rodfordærver (Heterobasidion annosum), og dette har vist sig at være et stort problem i dansk skovbrug hvor klimaet er relativt fugtigt, tilsyneladende bliver varmere, hvor man har plantet meget tæt i plantagerne og hvor også kraftige storme tilsyneladende er tiltagende. Rodfordærver spreder sig nemmere i tætte bestande og i fugtigt klima, den svækker rødderne og i kraftige storme betyder det at hele plantager kan falde.
Veddet af slægten er lyst, og det er det bedst egnede til tømmerkonstruktioner og indvendige bræddebeklædninger. Dårlig kvalitet er bredt året og slår sig, når det tørrer. God, tætåret gran er velegnet til gulve, der skal forblive ensartede og lyse. Til udendørs brug skal det være imprægneret for ikke at rådne og overfladebehandlet for ikke at sprække.

## Udbredelse
Gran-slægten har en meget stor geografisk udbredelse og findes næsten overalt på den nordlige halvkugle, mens den helt mangler naturligt på den sydlige. Den findes i næsten alle klimaer undtagen egentlig polarklima med evig is og sne, egentlige ørkner - og forekommer heller ikke i fugtige, varme klimaer. Tre arter rødgran i Europa, Picea obovata i Sibirien og Sortgran i Canada udgør en ringart der tilsammen dækker uhyre store arealer i Nordeuropa, Rusland og Canada og er af stor betydning som tømmertræer.